# Élections législatives grecques de 1926

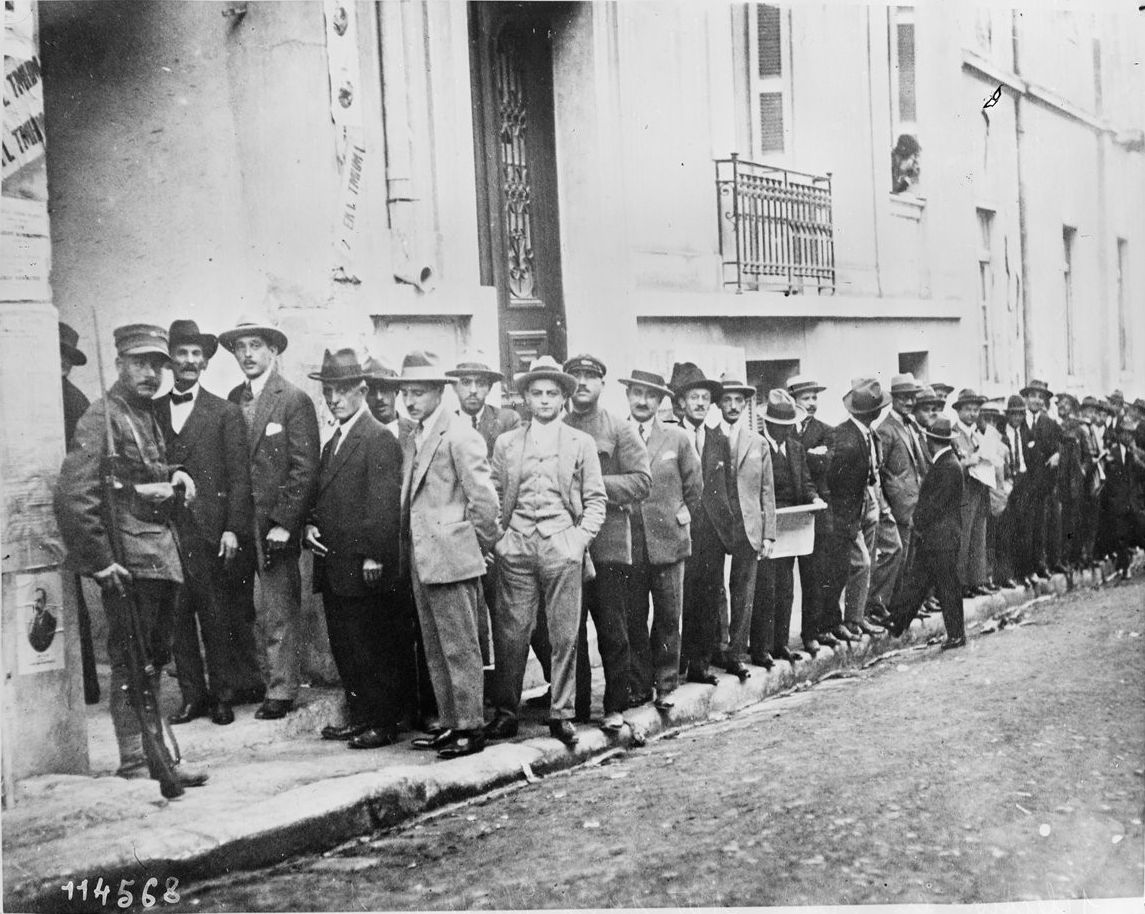
Électeurs Grecs en novembre 1926, en attente de voter.

Les élections législatives grecques du 7 novembre 1926 élisent les membres du parlement grec. Si le Parti libéral d'Elefthérios Venizélos arrive en tête, il n'a pas la majorité et doit composer avec l'Union démocratique (en) d'Aléxandros Papanastasíou, le Parti du peuple de Panagís Tsaldáris et le Parti des libres-penseurs (en) (en fait les royalistes de Ioánnis Metaxás).

## Contexte
Le 22 octobre 1923, des officiers royalistes, soutenus indirectement par Ioánnis Metaxás, tentent un contre-coup d'État. Son échec entraîne l'expulsion de l'armée de 1 284 officiers. Surtout, cette tentative convainc les généraux démocrates d'abolir la monarchie. Le 18 décembre 1923, Nikólaos Plastíras éloigne le roi Georges II. Le 25 mars 1924, la République est proclamée,.
L'expérience démocratique est interrompue en juin 1925 par le coup d'État militaire du général Pángalos qui s'empare de la Présidence de la République lors d'un référendum truqué. Un nouveau coup d'État militaire, démocratique cette fois, dirigé par le général Geórgios Kondýlis, a lieu en août 1926.

## Système électoral
La constitution de la République prévoit un suffrage proportionnel, appliquant la méthode Hagenbach-Bischoff. Les élections se font à trois niveaux. Au premier niveau, les circonscriptions correspondent aux divisions administratives du pays ; un deuxième niveau est constitué de neuf grandes circonscriptions régionales et le troisième correspond à l'ensemble du pays.
Les élections se déroulent au suffrage masculin direct et secret. Tous les hommes de plus de 21 ans sont électeurs, à l’exception des militaires exclus du droit de vote, en raison du trop grand rôle politique joué alors par l'armée.

## Résultats
Les élections de 1926 sont les premières pour lesquelles ont a des statistiques complètes.
Les élections ne déterminent pas de majorité claire. Un gouvernement « œcuménique », regroupant toutes les tendances politiques (Aléxandros Papanastasíou, Geórgios Kaphantáris, Andréas Michalakópoulos et Ioánnis Metaxás) sous la direction d'Aléxandros Zaïmis est organisé.
| Parti                                                                       | Votes     | %    | Sièges |
| --------------------------------------------------------------------------- | --------- | ---- | ------ |
| Parti libéral                                                               | 303,140   | 31.6 | 108    |
| Parti du peuple                                                             | 194,243   | 20.3 | 60     |
| Parti des libres-penseurs (en)                                              | 151,044   | 15.8 | 52     |
| Union démocratique (en)                                                     | 62,086    | 6.5  | 17     |
| Front électoral uni des ouvriers, paysans et réfugiés                       | 41,982    | 4.4  | 10     |
| Parti agraire grec                                                          | 28,318    | 3.0  | 4      |
| Parti des indépendants et des réfugiés                                      | 17,410    | 1.8  | 2      |
| Liaison des antivénizélistes unis                                           | 14,088    | 1.5  | 4      |
| Parti libéral des réfugiés                                                  | 13,798    | 1.4  | 4      |
| Union conservatrice                                                         | 12,661    | 1.3  | 3      |
| Parti provincial                                                            | 9,728     | 1.0  | 2      |
| Parti de la coopération agricole                                            | 8,530     | 0.9  | 3      |
| Parti des libéraux-démocrates                                               | 7,475     | 0.8  | 3      |
| Liaison des démocrates indépendants vénizélistes                            | 5,942     | 0.6  | 3      |
| Union politique hébraïque                                                   | 5,846     | 0.6  | 2      |
| Liaison des libéraux indépendants                                           | 5,846     | 0.6  | 1      |
| Liaison des conservateurs modérés                                           | 5,463     | 0.6  | 1      |
| Liaison des antivénizélistes indépendants                                   | 5,367     | 0.6  | 1      |
| Liaison agricole des réfugiés                                               | 5,079     | 0.5  | 1      |
| Liaison macédonienne OMAS                                                   | 5,079     | 0.5  | 2      |
| Parti populaire des croyants nationaux                                      | 4,888     | 0.5  | 1      |
| Liaison des indépendants (Préfecture de Trikala)                            | 3,450     | 0.4  | 1      |
| Liaison des libres croyants populaires                                      | 3,450     | 0.4  | 1      |
| Votes blancs ou nuls                                                        | 3,912     | –    | –      |
| Total                                                                       | 918,825   | 100  | 286    |
| Nombre d'électeurs / Participation                                          | 1,567,378 | 61.4 | –      |
| Source : Pantelis, Koutsoubinas et Gerapetritis 2010, p. 839-840 et 857-858 |           |      |        |